# Asplenium macarenianum
Asplenium macarenianum är en svartbräkenväxtart som beskrevs av Conrad Vernon Morton och Lellinger. Asplenium macarenianum ingår i släktet Asplenium och familjen Aspleniaceae. Inga underarter finns listade.